# Condizione di Silver-Muller
In elettromagnetismo, la condizione di Silver-Muller, anche nota come condizione di radiazione all'infinito, è una condizione aggiuntiva alle condizioni alla frontiera, assegnati in uno specifico problema elettromagnetico. Se questa condizione è soddisfatta, è assicurata l'unicità delle soluzioni delle equazioni di Maxwell trovate, ovvero esiste una sola soluzione che risolve il problema assegnato.

## Definizione
La condizione, nella sua forma più generale, è scritta in questo modo
{\displaystyle \lim _{r\to +\infty }r(\mathbf {E} (\mathbf {r} ,\omega )-\zeta \mathbf {H} (\mathbf {r} ,\omega )\times \mathbf {i} _{r})={\underline {0}}}
in cui:
{\displaystyle \bullet } {\displaystyle \zeta ={\sqrt {\frac {\mu }{\varepsilon }}}} è chiamata impedenza intrinseca del mezzo ({\displaystyle \mu } è la permeabilità magnetica relativa del mezzo, e {\displaystyle \varepsilon } è la permittività elettrica relativa del mezzo);
{\displaystyle \bullet } {\displaystyle \mathbf {E} (\mathbf {r} ,\omega )} ed {\displaystyle \mathbf {H} (\mathbf {r} ,\omega )} sono rispettivamente il campo elettrico e il campo magnetico nel dominio della frequenza (ecco perché è stata esplicitata la dipendenza da {\displaystyle \omega }). L'insieme di risoluzione del problema elettromagnetico è il complemento di un insieme limitato; in questo caso il problema è detto "problema esteriore". Ha senso quindi assegnare le condizioni all'infinito;
{\displaystyle \bullet } {\displaystyle \mathbf {r} } è il vettore posizione rispetto all'origine degli assi, {\displaystyle r} ne è il modulo, {\displaystyle \mathbf {i} _{r}} è il versore relativo alla direzione del vettore posizione.

## Interpretazioni
Fisicamente, la condizione ci dice in che verso avviene la propagazione del campo elettromagnetico. Questa informazione è infatti nascosta nel versore {\displaystyle \mathbf {i} _{r}}, in quanto questo termine ci dice che il campo tende a propagarsi dalle sorgenti verso l'infinito, e non può succedere che la propagazione avvenga nel verso opposto. Inoltre, nel muoversi verso l'infinito, il campo tende ad attenuarsi, ovvero tende ad annullarsi. 
La rappresentazione matematica di questa condizione ci dice in che modo il campo si avvicina a zero. Infatti possiamo scrivere la condizione in questo modo
{\displaystyle \lim _{r\to +\infty }{\frac {\mathbf {E} (\mathbf {r} ,\omega )-\zeta \mathbf {H} (\mathbf {r} ,\omega )\times \mathbf {i} _{r}}{\frac {1}{r}}}={\underline {0}}}
cioè il numeratore si annulla più velocemente del termine al denominatore, che è {\displaystyle {\frac {1}{r}}}. Il numeratore ha quindi ordine di infinitesimo maggiore di quello di {\displaystyle {\frac {1}{r}}}. Ciò significa che il numeratore è un o-piccolo del denominatore, 
{\displaystyle \mathbf {E} (\mathbf {r} ,\omega )-\zeta \mathbf {H} (\mathbf {r} ,\omega )\times \mathbf {i} _{r}={\underline {o}}\left({\frac {1}{r}}\right)}
Dalla condizione si evincono altri importanti risultati; scrivendo
{\displaystyle \mathbf {E} (\mathbf {r} ,\omega )=\zeta \mathbf {H} (\mathbf {r} ,\omega )\times \mathbf {i} _{r}+{\underline {o}}\left({\frac {1}{r}}\right)}
Al tendere all'infinito, la relazione diventa
{\displaystyle \mathbf {E} (\mathbf {r} ,\omega )=\zeta \mathbf {H} (\mathbf {r} ,\omega )\times \mathbf {i} _{r}}
Si può dimostrare da questa relazione che valgono le seguenti condizioni
{\displaystyle \mathbf {\lim } _{r\to +\infty }|r\mathbf {E} (\mathbf {r} ,\omega )|<+\infty ;\qquad \mathbf {\lim } _{r\to +\infty }|r\mathbf {H} (\mathbf {r} ,\omega )|<+\infty }
cioè che i campi elettrico e magnetico all'infinito sono infinitesimi almeno di ordine uno. Possiamo dire che valgono le seguenti relazioni in termini di o-grande
{\displaystyle \mathbf {\mathbf {E} } (\mathbf {r} ,\omega )={\underline {O}}\left({\frac {1}{r}}\right);\qquad \mathbf {H} (\mathbf {r} ,\omega )={\underline {O}}\left({\frac {1}{r}}\right)}
in cui abbiamo sottolineato i simboli di o-piccoli e o-grandi per ricordare che le grandezze in gioco sono vettoriali.